# Zenaldo Coutinho
Zenaldo Rodrigues Coutinho Júnior (Belém, 4 de fevereiro de 1961) é um advogado e político brasileiro, filiado ao Partido da Social Democracia Brasileira (PSDB). Foi deputado estadual e deputado federal pelo Pará, e vereador e prefeito do município de Belém.

## Carreira política
Filho de Zenaldo Rodrigues Coutinho e de Maria Helena Neves Coutinho, Zenaldo iniciou o curso de direito na Universidade Federal do Pará (UFPA) em 1982, e lá foi presidente do Movimento Despertar. No mesmo ano, ingressou na política ao eleger-se vereador de Belém pelo então Partido Democrático Social (PDS).
Concluiu o curso de direito na UFPA em 1987.
Em 1988, reelegeu-se vereador, desta vez pelo Partido Trabalhista Brasileiro (PTB). Em 1990, elegeu-se deputado estadual do Pará pelo mesmo partido. Em 1994, reelegeu-se deputado estadual, agora pelo Partido da Social Democracia Brasileira (PSDB), e foi presidente da Assembleia Legislativa de 1995 a 1996, quando também assumiu a presidência do diretório municipal do PSDB em Belém, permanecendo nesse cargo até 1999.
Elegeu-se deputado federal em 1998, reelegendo-se em 2002, em 2006 e em 2010. Em 2011, licenciou-se do mandato parlamentar para assumir o cargo de Chefe da Casa Civil do Governo do Estado do Pará, e posteriormente de Secretário Especial de Proteção e Desenvolvimento Social do Governo do Pará, por convite do governador Simão Jatene (PSDB).
Em 2012, foi eleito prefeito municipal de Belém, recebendo 237.252 votos (30,67%) no primeiro turno e 438.435 votos (56,61%) no segundo turno. Foi reeleito para a prefeitura em 2016, com 241.166 votos (31.02%) no primeiro turno e 396.770 votos (52,33%) no segundo.

### Prefeitura de Belém

#### Primeiro mandato
Em 2013, o então prefeito Zenaldo Coutinho participou da criação de um Grupo de Trabalho pela Secretaria Municipal de Saúde que deveria trabalhar no Plano de Cargos, Carreira e Remuneração (PCCR) dos médicos do município, incluindo o planejamento de reajuste salarial proposto pelo Sindmepa, o sindicato dos médicos do Pará. Coutinho também prometeu aos profissionais a regulamentação das obras inacabadas na gestão anterior e a compra de equipamentos e medicamentos para as unidades de saúde da capital. Além disso, durante o primeiro e segundo mandato do político, houve destaque de investimentos da área da saúde, passando de 15% para 24%, com a inauguração de duas Unidades de Pronto Atendimento (UPA), em Sacramenta e Terra Firme. A gestão também se destacou pelo projeto Prefeitura no Bairro, que leva o atendimento de saúde para mais perto da população.
Entretanto, o Ministério Público paraense entrou com processo sobre Zenaldo Coutinho, alegando que o prefeito seria responsável pelo incêndio no Hospital do Pronto-Socorro Municipal Mário Pinotti, em 2015. Rejeitado pelo Tribunal de Justiça do Pará, os responsáveis pela avaliação da denúncia desresponsabilizam o candidato eleito em relação ao acontecido pautados no reconhecimento da descentralização administrativa do sistema de saúde. Ainda assim, a documentação da investigação responsabiliza o gestor pois entende que este fora negligente com alertas emitidos pelo corpo de bombeiros sobre a infraestrutura precária da construção, dados um ano e meio antes do ocorrido. Zenaldo também foi notificado em decorrência da Ação Pública efetuada pelo Sindmepa, em 2016, com a queixa da falta de reposição salarial da inflação entre os anos de 2013 e 2016 aos médicos que compõem o serviço público de Belém.
Em 2013, Zenaldo Coutinho assume a prefeitura de Belém, tornando-se um dos gestores responsáveis pela obra do BRT Belém. Projetada para atender cerca de 800 mil pessoas da região metropolitana de Belém, a construção da estrutura foi iniciada em 2011, ainda sobre o governo de Duciomar Costa. Entretanto, a obra sofreu paralisação por diversas vezes e foi retomada em 2015 na gestão de Zenaldo, que alegou a existência de irregularidades administrativas herdadas da gestão anterior. As críticas ao empreendimento giram em torno dos constantes prolongamentos do prazo de finalização da construção, que interferem no trânsito e no comércio da região, além das reclamações sobre a inatividade de setores já terminados. Em 2018, a empresa Odebrecht (atual Novonor) ganhou o laudo licitatório para a construção do BRT, que faz parte da reconstrução da BR-316. Desde 2015, os gastos subiram por volta de 57 milhões de reais e Zenaldo Coutinho estimou o prazo final para a finalização da empreitada para o primeiro semestre de 2019. Em junho de 2019, a prefeitura da capital anunciou um novo adiamento nas obras do BRT na linha Augusto Montenegro, revalidando o prazo para o mês de outubro do mesmo ano.

#### Segundo mandato
Em 2018, a Prefeitura de Belém, em parceria com o governo do estado, reforçou as ações de segurança na cidade. A ação, apoiada pelo prefeito Zenaldo Coutinho, trouxe novos equipamentos para a polícia Civil e Militar e, assim, tentou fortalecer as redes de segurança da capital. Em contrapartida, no Atlas da Violência 2016, lançado pelo Ipea, Belém está entre as quatro cidades mais violentas do Pará, que se enquadram entre as 20 microrregiões mais violentas do Brasil. Nesse sentido, a atuação de Zenaldo Coutinho na capital desde 2013, assim como a dos demais integrantes do PSDB que se encontram na gestão paraense, passa a ser questionada pela população. Belém foi categorizada, segundo o Fórum Brasileiro de Segurança Pública, como a terceira cidade com o maior índice de assassinatos no Brasil. Diante disso, até o final de 2018, constatou-se que o Pará havia reduzido em 2% o número de mortes violentas. Esse número foi superado no início de 2019, alcançando cerca de 26%, ou seja, 187 mortes a menos do que o mesmo período do ano anterior.
Zenaldo Coutinho também se posicionou sobre a crise do lixo da região metropolitana de Belém iniciada em 2018. A problemática se relaciona com a destinação do lixo das cidades de Belém, Marituba e Ananindeua para o Aterro Sanitário de Marituba. Nesse sentido, a Guamá Tratamento de Resíduos, empresa responsável pela administração do aterro, solicitou um reajuste de 74% sobre o preço da tonelada de lixo com a justificativa da necessidade de mais recursos financeiros e estruturantes para continuar atuando no tratamento de lixo da região. Em contrapartida, a Prefeitura das três cidades envolvidas consideram a proposta inapropriada e recorreram na justiça para que se estabelecesse um acordo com a empresa.
Após o anúncio do fechamento do aterro de Marituba em maio de 2019, Coutinho se pronunciou sobre a viabilidade do reativamento do Lixão do Aurá para evitar uma desorganização caótica na cidade de Belém em decorrência do lixo nas ruas. O Lixão do Aurá, licenciado de forma irregular, funcionou por 25 anos, desde 1990, recebendo o lixo da região metropolitana do Pará. O aterro foi fechado em 2015 pois o espaço esgotou sua capacidade de receber lixo, gerando perigos de contaminação do meio ambiente e riscos à saúde pública e à bacia hidrográfica da região. Como resultado, catadores no local protestaram contra os impactos sociais ocasionados pelo encerramento das atividades do lixão.
Diante disso, a justiça determinou a continuidade das atividades do Aterro Sanitário de Marituba por mais quatro meses a partir do dia 31 de maio de 2019, proibindo a reativação do Lixão do Aurá. O prazo deveria impulsionar que as prefeituras e órgãos de colaboração pudessem encontrar uma solução para o problema da destinação do lixo ou entrar em um acordo na justiça. Em junho, a prefeitura de Belém decretou situação de emergência sanitária e ambiental na capital, tendo em vista a concessão de um tempo limite maior para encontrar uma solução à destinação de lixo na cidade.

## Academia Paraense de Letras
No dia 28 de setembro de 2017, foi eleito membro da Academia Paraense de Letras, com vinte e quatro votos contra cinco para o cerimonialista Marcelo Pinheiro e cinco votos em branco, sucedendo o também político Jarbas Passarinho na cadeira nº 12.
Zenaldo é autor de dois livros de poesia, Floresta de Sentimentos (2012) e Maré Lançante (2017).

## Controvérsias
Durante as eleições municipais de 2016, Zenaldo  Coutinho esteve envolvido em duas acusações relativas à abuso de poder econômico e político durante a campanha e crime eleitoral, que resultaram no pedido de cassação de seu mandato pelo Ministério Público Eleitoral (MPE). Zenaldo recorreu à primeira acusação, levada à primeira instância da justiça eleitoral, e conseguiu disputar as eleições. Já na segunda acusação, o MPE levou ao Tribunal Regional Eleitoral do Pará uma denúncia contra o prefeito e o coordenador de marketing de sua campanha, Only Bezerra. No pedido, o candidato recebe queixa sobre o slogan de campanha, que estaria supostamente inspirado na propaganda institucional da prefeitura, e, segundo a acusação, tal ação entraria em desacordo com a legalidade constitucional brasileira.
Diante de tais denúncias, a Coligação Juntos Pela Mudança, coordenada pelo candidato a prefeito Edmilson Rodrigues e pelo candidato a vice Allan Pombo, recorreu ao ato de tomada de posse de Zenaldo Coutinho, alegando que o candidato deveria aguardar o resultado dos recursos em julgamento oficial antes de assumir o cargo na prefeitura. Tal pedido foi renegado pelos juízes responsáveis, com respaldo no Código Eleitoral, e questionada pelos preponentes da acusação com base no argumento de que as respectivas ações teriam ocorrido antes do segundo turno das eleições.

## Desempenho em eleições
| Ano  | Eleição            | Coligação                                                                                                | Partido | Candidato a       | Votos        | Votos em Belém                              | Resultado  |
| ---- | ------------------ | --- | ------- | ----------------- | ------------ | ------------------------------------------- | ---------- |
| 1986 | Estadual no Pará   | PFL | PFL     | Deputado Estadual | 5.303 (62º)  | —                                           | Suplente   |
| 1990 | Estadual no Pará   | Coligação do Povo PFL, ˞PDS e PTB                                                                        | PTB     | Deputado Estadual | 6.835 (26º)  | —                                           | Eleito     |
| 1994 | Estadual no Pará   | PTB | PTB     | Deputado Estadual | 10.750 (26º) | —                                           | Eleito     |
| 1998 | Estadual no Pará   | PSDB | PSDB    | Deputado Federal  | 49.413 (8º)  | 15.317 (11º)                                | Eleito     |
| 2000 | Municipal de Belém | União por Belém PSDB, ˞PTB, PPB, PST, PTdoB, PRP e PMN                                                   | PSDB    | Prefeito          | —            | 96.360 (3º)                                 | Não Eleito |
| 2002 | Estadual no Pará   | PSDB | PSDB    | Deputado Federal  | 85.041 (8º)  | 27.942 (8º)                                 | Eleito     |
| 2006 | Estadual no Pará   | PSDB/PP PSDB e ˞PP                                                                                       | PSDB    | Deputado Federal  | 141.368 (4º) | 40.621 (5º)                                 | Eleito     |
| 2010 | Estadual no Pará   | Juntos com o Povo PSDB, ˞PPS, DEM, PMN, PRP, PSDC e PRTB                                                 | PSDB    | Deputado Federal  | 154.265 (6º) | 47.215 (4º)                                 | Eleito     |
| 2012 | Municipal de Belém | União em defesa de Belém PSDB, ˞PSB, PSD, PTdoB, PSDC, PRP, PMN e PTC                                    | PSDB    | Prefeito          | —            | 237.252 (2º) 1º Turno 438.435 (1º) 2º Turno | Eleito     |
| 2016 | Municipal de Belém | União por uma Belém do bem PSDB, ˞PSB, DEM, PR, PTB, SD, PSC, PTN, PSL, PTdoB, PEN, PSDC, PRP, PMN e PTC | PSDB    | Prefeito          | —            | 241.166 (1º) 1º Turno 396.770 (1º) 2º Turno | Eleito     |